# Wapen van West Maas en Waal

Het wapen van West Maas en Waal toont twee golvende dwarsbalken die de Maas en Waal symboliseren, met daarop het hartschild van Maasbommel van de gemeente West Maas en Waal. De beschrijving luidt:
"In zilver 2 golvende dwarsbalken van azuur; in een hartschild van goud een dubbele adelaar van sabel, gebekt, getongd en gepoot van keel. Het schild gedekt met een gouden kroon van 3 bladeren en 2 parels."

## Geschiedenis
De gemeente West Maas en Waal ontstond in 1984 na een herindeling. De gemeenten Appeltern, Dreumel en Wamel werden samengevoegd tot een nieuwe gemeente waardoor een nieuw wapen moest worden ontworpen. Het wapen werd vastgesteld door de gemeenteraad van Wamel op 28 juni 1984. Bij Koninklijk Besluit op 18 december 1984 werd het wapen aan West Maas en Waal verleend. Het schild is gedekt met een gravenkroon.

## Verwant wapen

Wapen van Maasbommel
Wapen van Wamel